# Како вам драго
Како вам драго је пасторална комедија Вилијама Шекспира за коју се верује да је написана 1599. године и први пут објављена у Првом фолију 1623. године. Прво извођење драме је неизвесно, иако је извођење у Вилтон Хаусу 1603. (кућа је била фокус књижевних активности под управом Мери Сидни током већег дела касног 16. века) сугерисана као могућност.
Како вам драго, прати хероину Розалинд док бежи од прогањања на ујаковом двору, у пратњи своје рођаке Силије да пронађе сигурност и, на крају, љубав у шуми Арден. У шуми сусрећу разне незаборавне ликове, посебно меланхоличног путника Жака, који говори један од најпознатијих Шекспирових говора („Цео свет је позорница“) и пружа оштар контраст осталим ликовима у комаду, увек посматрајући и оспоравајући недаће живота у земљи.
Историјски гледано, реакција критичара је била различита, при чему су неки критичари сматрали да је комад дело великих заслуга, а неки да је мањег квалитета од осталих Шекспирових дела.
Представа је адаптирана за радио, филм и музичко позориште.

## Ликови
Главни ликови:
Двор војводе Фредерика:
- Војвода Фредерик, млађи брат војводе Сениора и његов узурпатор, такође Силијин отац
- Розалинд, ћерка војводе Сениора
- Силија, ћерка војводе Фредерика и Розалиндина рођака
- Тачстоун, дворска луда
- Ле Бо, дворанин
- Чарлс, рвач
- Лордови и даме на двору војводе Фредерика

Домаћинство старог сер Роуланда де Бојса („шума“):
- Оливер де Бојс, најстарији син и наследник
- Жак де Бојс, други син
- Орландо де Бојс, најмлађи син
- Адам, верни стари слуга који прати Орланда у изгнанство
- Денис, слуга који најављује Чарлсов долазак у Оливеров воћњак

Прогнани двор војводе Сениора у шуми Арден:
- Војвода Сениор, старији брат војводе Фредерика и Розалиндин отац
- Амијен, лорд и музичар
- Жак
- Лордови у шумском двору војводе Сениора

Сељаци у шуми Арден:
- Фиба, поносна пастирица
- Силвије, пастир
- Одри, сеоска девојка
- Корин, старији пастир
- Вилијам, сељак
- Сер Оливер Мартекст, кустос

Други ликови:
- Химен, обавља венчања на крају; заштитник брака
- Пажеви и музичари

## Локације
Радња је смештена у војводство у Француској, а почиње у дворском окружењу; али већина радње се одвија на локацији која се зове "Шума Арден".
Ова локација дочарава више од једног места и идентитета. Прво, у раној модерној Енглеској  Арденска шума приближно одговара Западном Мидлендсу. Представља област која укључује Ворикшир и делове Шропшира, Стафордшира и Вустершира.
У близини је Шекспировог родног града, који је био порекло породице његове мајке — чије је презиме било Арден. То подручје је некада било шумовито, због чега је и добио име.
Друго, име евоцира на Ардене, шумовиту регију која се налази у југоисточној Белгији, западном Луксембургу и североисточној Француској.

## Радња
Фредерик је узурпирао војводство и протерао свог старијег брата, војводу Сениора. Ћерки војводе Сениора, Розалинд, дозвољено је да остане на двору јер је најближа пријатељица Фредериковог јединог детета, Силије. Орландо, млади џентлмен из краљевства који се на први поглед заљубио у Розалинд, приморан је да напусти свој дом након што га је прогнао старији брат Оливер. Фредерик се наљути и протера Розалинд са двора. Силија и Розалинд одлучују да побегну заједно у пратњи дворске луде Тачстоуна, са Розалиндом прерушеном у младића и Силијом прерушеном у сиромашну даму.
Розалинд, сада прерушена у Ганимеда, и Силија, сада прерушена у Алијену (на латинском - „странац“), стижу у Аркадијску шуму Арден, где прогнани војвода сада живи са неким присталицама, укључујући "меланхоличног Жака", незадовољну фигуру, која је представљена како пати због клања јелена. „Ганимед“ и „Алијена“ не наилазе одмах на војводу и његове пратиоце. Уместо тога, упознају Корина, осиромашеног пастира, и нуде да купе скромну колибу његовог господара.
Орландо и његов слуга Адам, у међувремену, проналазе војводу и његове људе и ускоро живе са њима и објављују једноставне љубавне песме за Розалинд на дрвећу. Прича се да је улогу Адама играо Шекспир, мада се и за ову причу каже да је без основа. Розалинд, такође заљубљена у Орланда, упознаје га као Ганимед и претвара се да га саветује да га излечи од заљубљености. Ганимед каже да ће „он“ заузети Розалиндино место и да „он“ и Орландо могу да одглуме своју везу.
Пастирица Фиба, у коју је Силвије заљубљен, заљубила се у Ганимеда (прерушена Розалинд), иако „Ганимед“ стално показује да „он“ није заинтересован за Фибу. У међувремену, Тачстоун се заљубио у пастирицу Одри и покушава да јој се удвара, али је на крају приморан да се први ожени. Вилијам, други пастир, такође покушава да ожени Одри, али га зауставља Тачстоун, који му прети да ће га убити на „сто педесет начина“.
Коначно, Силвије, Фиба, Ганимед и Орландо се међусобно свађају око тога ко ће кога добити. Ганимед каже да ће решити проблем, јер Орландо обећава да ће се оженити Розалиндом, а Фиби обећава да ће се удати за Силвија ако не може да се уда за Ганимеда.
Орландо види Оливера у шуми и спасава га од лавице, због чега се Оливер покаје због малтретирања Орланда. Оливер упознаје Алијену (Силијин лажни идентитет) и заљубљује се у њу, и они се слажу да се венчају. Орландо и Розалинд, Оливер и Силија, Силвије и Фиби, и Тачстоун и Одри су се венчали у последњој сцени, након чега откривају да се и Фредерик покајао за своје грешке, одлучујући да врати свог законитог брата у војводство и усвоји религиозни живот. Жак, увек меланхолик, одбија њихов позив да се врати на двор, радије остаје у шуми и такође усваја религиозни живот. 

## Датум и текст
Директан и непосредни извор за Како вам драго је Rosalynde, Euphues Golden Legacie Томаса Лоџа, написана 1586–1587. и први пут објављена 1590. Лоџова прича је заснована на "Причи о Гамелину".
Како вам драго је први пут штампано у сабраном издању Шекспирових драма, познатом као Први фолио, током 1623. Датум настанка драме је приближно фиксиран у периоду између краја 1598. и средине 1599. године.
Локална традиција сматра да је комад можда написан у области Кенилворта, у Ровингтону. Билсли Манор, сада хотел, тврди да је комад написан у једној просторији, а потиче из тврдње у књизи Фолклор Ворвикшира Роја Палмера из 1976. године.

## Анализа и критика
Иако је представа доследно једна од Шекспирових најчешће извођених комедија, научници су дуго оспоравали њене вредности. Џорџ Бернард Шо се пожалио да драми Како вам драго недостаје висока уметност за коју је Шекспир био способан. Толстој је приговорио неморалности ликова и сталном шегачењу Тачстоуна. Други критичари су у делу нашли велику књижевну вредност. Харолд Блум је написао да је Розалинда међу Шекспировим највећим и најпотпуније реализованим женским ликовима.

### Сцена
Арден је назив велике шуме која је концептуално инкорпорирала Шекспиров родни град Стратфорд на Ејвону и велико подручје које тренутно отприлике одговара модерном Западном Мидлендсу.
Шекспир је вероватно имао на уму и француску шуму Арден, представљену у поеми Orlando Innamorato (Заљубљени Орландо), посебно зато што два Орландова епа, Заљубљени Орландо и Бесни Орландо, имају друге везе са представом.
Оксфордско Шекспирово издање се заснива на томе да постоји забуна између два Ардена и претпоставља да је „Арден“ англизација шумовитог региона Ардена у Француској, где је Лоџ поставио своју причу.
Шекспирово издање Ардена даје сугестију да назив „Арден“ потиче од комбинације класичне регије Аркадије и библијског врта Едена, јер постоји снажна међуигра класичних и хришћанских система веровања и филозофије унутар представе. Арден је такође било девојачко презиме Шекспирове мајке и њена породична кућа се налази у шуми Арден.

### Теме

#### Дворски живот и живот на селу
Представа почиње у дворском амбијенту, где се приказују туча, узурпација, издаја и општи несклад.
Већи део представе слави живот на селу, где се после појачаног нереда обнавља хармонија.
Одломак између Тачстоуна, дворске луде и пастира Корина, утврђује задовољство које се може наћи у животу на селу, у поређењу са животом на двору. (Чин III, I). На крају драме, војвода узурпатор и прогнани дворјанин Жак одлучују да остану у шуми.
Узурпација и неправда значајне су теме ове представе. Нови војвода Фредерик узурпира свог старијег брата војводу Сениора. И војвода Сениор и Орландо налазе уточиште у шуми, где се правда враћа „кроз природу“.

#### Опоравак хармоније
Коначни опоравак хармоније обележен је са четири венчања и плесом хармоније за осморо, којима је председавао Химен, пре него што већина прогнаних са двора буде у могућности да се врати у двор и поврати своје претходне позиције.

#### Љубав
Љубав је централна тема комедије Како вам драго, као и других романтичних Шекспирових комедија. Пратећи традицију романтичне комедије, Како вам драго је прича о љубави која се манифестује у својим различитим облицима. У многим љубавним причама, то је љубав на први поглед. Други облик љубави је између жена, као у Розалиндиној и Силијиној дубокој вези.

#### Опроштај
Представа истиче тему узурпације и неправде на туђој имовини. Ипак, завршава се срећно помирењем и праштањем. Пустињак је преобратио војводу Фредерика и он враћа војводство војводи Сениору који, заузврат, враћа шуму јеленима. Оливер се такође мења и учи да воли Орланда. 

### Музика и песме
Како вам драго позната је као музичка комедија због броја песама у представи. У њој има више песама него у било којој другој Шекспировој драми. Ове песме и музика су укључене у радњу која се одвија у шуми Арден.

### Језик
Шекспир користи прозу за око 55% текста, а остатак су стихови. Шо потврђује да овде коришћена проза, „кратка и сигурна“, покреће значење и део је привлачности драме, док неке њене стихове сматра само украсом. Драмска конвенција тог времена захтевала је од дворских ликова да користе стихове, а сеоски ликови прозу, али у Како вам драго ова конвенција је намерно поништена. На пример, Розалинда, иако ћерка војводе и размишља и понаша се у високом поетском стилу, заправо говори у прози јер је то „природан и прикладан“ начин изражавања директности њеног карактера, а љубавне сцене између Розалинде и Орланда су у прози (III, ii, 277). У намерном контрасту, Силвије описује своју љубав према Фиби у стиховима (II, iv, 20). 

#### Цео свет је позорница
Чин II, сцена VII, ред 139, садржи један од најпознатијих Шекспирових монолога, које је изговорио Жак, а који почиње:
All the world's a stage

And all the men and women merely players;

They have their exits and their entrances,

And one man in his time plays many parts

#### Пасторални режим
Главна тема пасторалне комедије је љубав у свим њеним обличјима у рустикалном окружењу. На крају долази и сам бог Химен да благослови свадбено весеље.
Представа, која се окреће случајним сусретима у шуми и неколико замршених љубавних веза у мирном пасторалном окружењу, показала је да је, по мишљењу многих редитеља, посебно делотворна на отвореном у парку или сличном месту.

## Историја извођења
Не постоји сигуран запис о било каквом извођењу пре Рестаурације (1660). Докази сугеришу да је премијера можда одржана у палати Ричмонд 20. фебруара 1599. године, а извели су је Људи лорда Чемберлена.
Још једна представа се можда одиграла у Вилтон Хаусу у Вилтширу, седишту грофова од Пембрука, где се сматра да је Мери Сидни водила неку врсту књижевног салона. Компанији King's Men је плаћено 30 фунти да дођу у Вилтон Хаус и наступају за краља и двор 2. децембра 1603. Традиција породице Херберт каже да се те вечери играла представа Како вам драго.
Током енглеске рестаурације, Краљевској дружини - King's Men, је 1669. године додељена представа по краљевском налогу. Познато је да је глумљена у Друри Лејну 1723. године, у прилагођеном облику под називом Љубав у шуми. Још једна продукција Друри Лејна седамнаест година касније вратила се Шекспировом тексту (1740).
Значајне недавне продукције Како вам драго укључују следеће примере:
- Представа Олд Вик позоришта из 1936. са Идит Еванс у главној улози и продукција Шекспировог меморијалног театра из 1961. са Ванесом Редгрејв.
- У најдуговјечнијој бродвејској продукцији глумиле су Кетрин Хепберн као Розалинд, Клорис Личман као Силија и др. Одржано је 145 извођења 1950. године.
- 2023. године, Роуз Ејлинг-Елис, која има оштећен слух, глумила је Силију у представи у @sohoplace-у.[25]
- Шекспиров Глобус је поставио представу 2023. године, у адаптацији која је била позната по ЛГБТ/квир презентацији драме.[26][27]